# Porphyrinia pseudepistrota
Porphyrinia pseudepistrota är en fjärilsart som beskrevs av Brandt 1938. Porphyrinia pseudepistrota ingår i släktet Porphyrinia och familjen nattflyn. Inga underarter finns listade i Catalogue of Life.